# Clue (film)
Clue is een Amerikaanse komische film uit 1985, gebaseerd op het bordspel Cluedo. De film werd geregisseerd door Jonathan Lynn. Hoofdrollen worden vertolkt door Tim Curry, Eileen Brennan, Martin Mull, Lesley Ann Warren, Christopher Lloyd, Michael McKean en Madeline Kahn.
De film bevat drie verschillende eindes, waardoor de film in de ene bioscoop een ander einde had dan in de andere bioscoop. Ondanks dit deed de film het niet goed en bracht ongeveer 14,6 miljoen dollar op. Op de DVD van Clue staan alle drie de eindes van de film, waarbij de kijker zelf het einde van de film kan selecteren. 

## Verhaal
In 1954 worden zes mensen die elkaar niet kennen uitgenodigd op een feestje in een landhuis in New England. Ze worden opgewacht door de butler, Wadsworth, die hen elk een pseudoniem geeft om hun ware identiteit te verbergen. Tijdens het diner arriveert een zevende gast, Mr. Boddy.
Na het diner onthult Wadsworth de ware reden van het feestje; elke gast heeft een aantal geheimen waar Wadsworth van op de hoogte is, en wordt hiermee gechanteerd:
- Miss White was betrokken bij een schandaal rondom de mysterieuze dood van haar man, een kernfysicus.
- Professor Plum, een arts, pleegde echtbreuk met zijn vrouwelijke patiënten.
- Miss Peacock heeft smeergeld geaccepteerd om te zorgen dat haar man, Senator Peacock, werd herverkozen.
- Miss Scarlet runt een illegaal bordeel
- Kolonel Mustard verkoopt gestolen radio-onderdelen via de zwarte markt, en verdient zo veel geld aan oorlogen.
- Mr. Green is homoseksueel, iets wat hij heeft verzwegen in verband met zijn baan bij de United States Department of State.

Wadsworth is zelf ook slachtoffer van chantage. Zijn geheim is dat zijn vrouw veel communistische vrienden heeft. Hij weet echter dat Mr. Boddy de man is die hen allemaal chanteert. De groep keert zich tegen hem en wil hem overdragen aan de politie. Mr. Boddy herinnert hen er echter allemaal aan dat hij hun geheimen makkelijk kan onthullen, ook in de gevangenis. Hij geeft elk van de gasten een wapen en nodigt hen uit om Wadsworth te vermoorden. Dan zal hij hun geheimen niet prijsgeven. Hij doet vervolgens het licht uit, en er ontstaat een moment van chaos. Wanneer het licht weer aangaat, blijkt niet Wadsworth maar Mr. Boddy zelf te zijn gedood. Alle gasten ontkennen dit op hun geweten te hebben. In plaats daarvan proberen ze allemaal te achterhalen wie de ware dader is.
Wat volgt is een zoektocht door het huis naar aanwijzingen, wat tot veel slapstickachtige situaties leidt. Ondertussen vinden er nog een aantal moorden plaats, te weten op de kok, een gestrande automobilist, de dienstmeid Yvette, een politieagent, en een telegrambezorgster.
Wadsworth komt uiteindelijk met de conclusie te weten wie de moordenaar is. Hij herinnert iedereen er nog eens aan wat er die avond gebeurd is. Voor hij onthult wie de dader is, doet hij nog even het licht uit in het huis. Vanaf hier splitst de film zich in drie mogelijke eindscènes:
Einde AMiss Scarlett is de dader. Ze heeft haar voormalige callgirl gebruikt om Mr. Boddy en de kok te vermoorden, en zelf doodde ze anderen om haar geheime zaak veilig te houden. Wadsworth maakt bekend een FBI-agent te zijn, en arresteert Miss Scarlet.
Einde BMrs. Peacock is de dader. Zodra ze dit hoort, trekt ze een pistool en vlucht weg. Wadsworth is haar voor en heeft de politie reeds gewaarschuwd. Ze wordt gearresteerd.
Einde CEr zijn meerdere daders. Professor Plum heeft Mr. Boddy vermoord, Mrs. Peacock de kok die ooit haar kok was geweest, Kolonel Mustard de gestrande automobilist die zijn chauffeur was tijdens WOII, Ms. Scarlett de agent die zij zwijggeld betaalde zodat zij haar callgirls kon laten werken, Mrs. White Yvette omdat die was vreemd gegaan met één van haar echtgenoten en Wadsworth zelf de telegrambezorgster. Wadsworth maakt vervolgens bekend dat hij de echte Mr. Boddy is, en dat de man waarvan iedereen dacht dat hij Mr. Boddy was, slechts een butler was. Hij liet de andere slachtoffers expres komen, wetende dat ze vermoord zouden worden door de gasten. Op die manier heeft hij nog meer manieren om ze te chanteren. Mr. Green onthult vervolgens dat hij een FBI-agent is, en schiet Wadsworth neer. Alle andere gasten worden gearresteerd. Aan het einde onthult Mr. Green dat hij geen homoseksueel is.

## Rolverdeling
| Acteur            | Personage          |
| ----------------- | ------------------ |
| Tim Curry         | Wadsworth          |
| Lee Ving          | Mr. Boddy          |
| Madeline Kahn     | Mrs. White         |
| Christopher Lloyd | Professor Plum     |
| Eileen Brennan    | Mrs. Peacock       |
| Lesley Ann Warren | Miss Scarlet       |
| Martin Mull       | Kolonel Mustard    |
| Michael McKean    | Mr. Green          |
| Kellye Nakahara   | de kok             |
| Colleen Camp      | Yvette             |
| Jeffrey Kramer    | Motorrijder        |
| Bill Henderson    | politieagent       |
| Jane Wiedlin      | telegrambezorgster |

## Achtergrond

### Vierde einde
Er stond aanvankelijk nog een vierde einde op de planning, maar dat was duidelijk anders dan de rest van de film. Dit einde is wel verfilmd maar nooit vertoond. Alleen in de romanversie van de film is dit einde verwerkt.
In dit einde maakt Wadsworth bekend Boddy te hebben vermoord, evenals de andere slachtoffers. Hij beweert ook tijdens het diner alle gasten te hebben vergiftigd zodat er geen getuigen zullen zijn. Terwijl hij wegrent om de deuren op slot te doen en de telefoon onklaar te maken, arriveert de politie die Wadsworth ontwapent. Wadsworth kan ontkomen en vlucht weg in een politieauto, maar daar blijkt ook een hond in te zitten.

### Productie
Clue werd gefilmd in een geluidsstudio in de Paramount Pictures filmstudio's in Hollywood. De set werd ontworpen door Les Gobruegge, Gene Nollmanwas, en William B. Majorand. Alleen de balkonscène en de scène op de oprit zijn op locatie gefilmd bij een landhuis in South Pasadena.
Buitenscènes van het landhuis werden versterkt met matte paintings van Syd Dutton. De hele set werd vernietigd bij een brand op 5 oktober 2005.

### Ontvangst
Clue heeft anno 2015 een score van 62% aan positieve reacties van critici en 87% van het publiek op Rotten Tomatoes.
De film is ook op VHS en dvd uitgebracht. Deze bevatten alle drie de eindes.
De honderdste aflevering van de televisieserie Psych was een hommage aan deze film.